# Georges Frédéric Langermann
Pour les articles homonymes, voir Langerman.
Daniel Godefroy Georges Langermann, né le 27 octobre 1791 à Güstrow (Mecklembourg) et mort le 15 mai 1861 à Paris, est un officier d'origine allemande, qui a servi dans la Grande Armée à partir de 1807, dans l'armée française de 1815 à 1831, dans l'armée polonaise de l'insurrection de 1830-1831, enfin dans l'armée du royaume de Belgique à partir de 1832. Il a été naturalisé belge en 1842. 

## Biographie

### Origines familiales et formation
Daniel Langermann est issu d'une famille de prêtres luthériens. 
Devenue veuve, sa mère ne peut assurer son éducation et le place chez des parents. À l'âge de 15 ans, maltraité dans sa famille d'adoption, il s'échappe et se rend à Hanovre.

### Carrière militaire à l'époque napoléonienne (1806-1814)
Il essaie d'abord de s'enrôler dans un régiment français d'infanterie, sans succès. Il parvient ensuite à s'inscrire sur les contrôles de la marine du port de Boulogne, comme novice de 1re classe. 
Il prend congé en 1807 pour s'engager dans le troisième régiment du grand-duché de Berg. Il est fait prisonnier par un corps de partisans allemands en 1809. Exténué par les conditions de détention, il incorpore un régiment allemand de l'armée anglaise.
En juin 1812, il déserte sous le feu pour rejoindre l'armée française, prenant au passage une balle dans le pied.
En octobre 1812, il est nommé sous-lieutenant dans le 2e régiment croate de la Grande Armée.
Nommé lieutenant en avril 1813, il devient officier d'ordonnance du général Hulot, dans l'avant garde du 4e corps.
Lors de l'évacuation des Provinces illyriennes par la Grande Armée, beaucoup de Croates favorables à l'Autriche passent à l'ennemi et, dans la débâcle, Langermann réussit à rejoindre le général Serres, gouverneur de Venise. 
Il est nommé capitaine à la bataille du Mincio (1814).

### Officier de l'armée française de la Restauration (1815-1830)
En 1816, il se trouve dans la Légion du département de la Lozère, puis dans celle de la Loire-inférieure, devenue 23e régiment d'infanterie de ligne dans lequel il fait la campagne d'Espagne de 1823.
Il est toujours capitaine au moment de la révolution de Juillet 1830. Il est promu commandant par le maréchal Gérard.

### Officier de l'armée du royaume de Pologne (1831)
Pour un article plus général, voir Insurrection de Novembre.
Le 29 novembre 1830 éclate l'insurrection du royaume de Pologne contre le tsar et roi de Pologne Nicolas Ier. L'insurrection suscite une immense sympathie en France. En particulier, en janvier 1831, le marquis de La Fayette crée le Comité central en faveur des Polonais, qui veut apporter toute l'aide possible aux insurgés, attaqués par l'armée russe à partir de février 1831. 
C'est par l'intermédiaire du Comité La Fayette que Langermann se met au service de l'armée polonaise insurgée, dans laquelle il reçoit le grade de colonel.

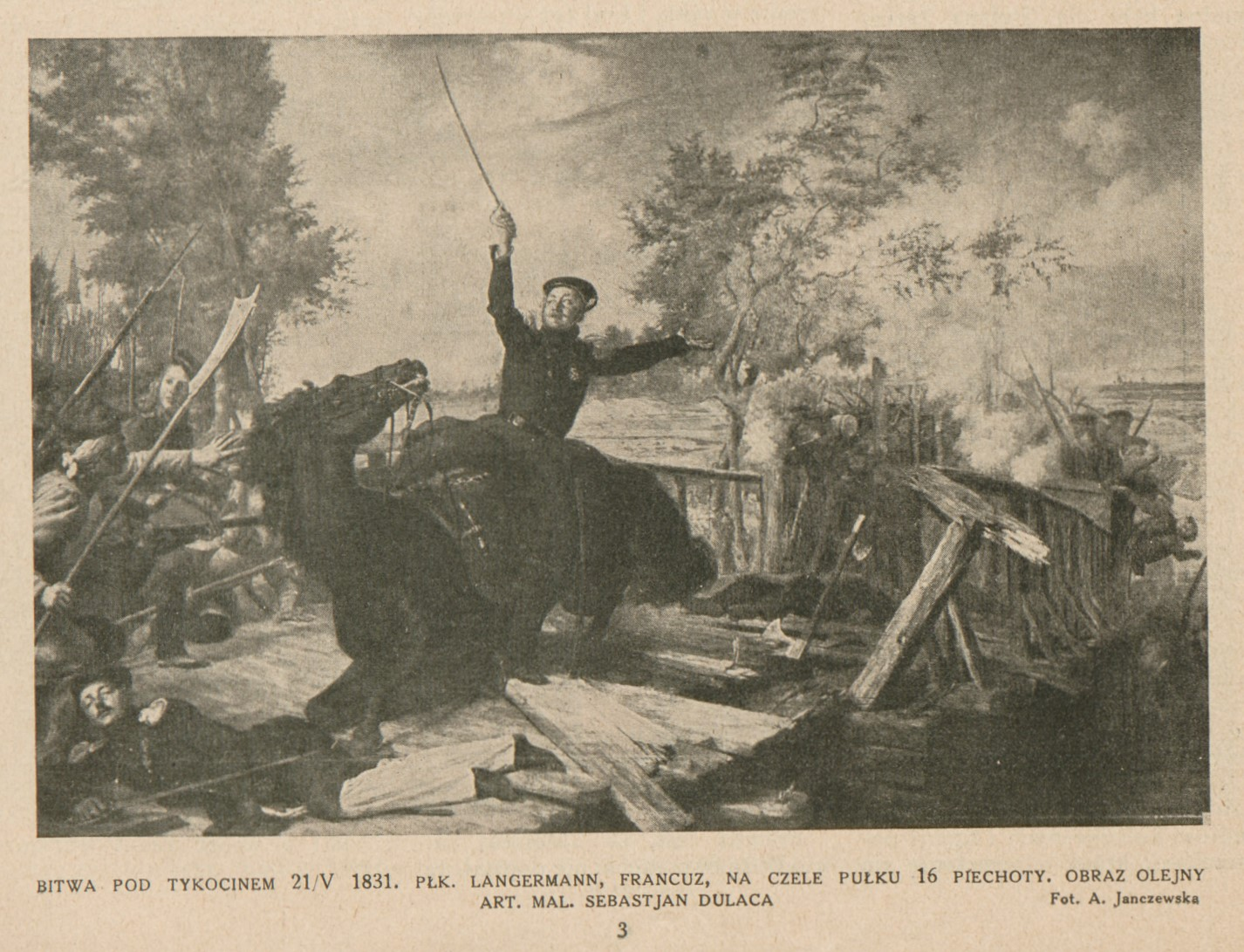
Le colonel Langermann pendant la bataille de Tykocin, d'après une peinture à l’huile de Sébastien Dulac.

Arrivé en Pologne le 19 mai 1831, il est placé à la tête de la 2e brigade de la 1re division d'infanterie. Le 22 mai, alors qu'il se bat pour le pont de Tykocin, il se distingue et recevra pour cela la Croix d'or de l'Ordre militaire de Virtuti Militari. Il prend part à la bataille d'Ostrołęka, où ses troupes subissent de lourdes pertes face à des troupes russes largement supérieures. Le 27 juillet 1831, il est nommé général de brigade. 
En septembre, Langermann est transféré au corps du général Gerolamo Ramorino, un autre volontaire étranger, qu'il atteint après la chute de Varsovie, le 7 septembre. 
Le 18 septembre, suivant le corps de Ramorino, il se réfugie en Galicie, province sous l'autorité de l'Autriche. Après une courte période d'internement, il se réfugie ainsi que Ramorino et de nombreux autres officiers polonais en France. En décembre 1831, ils arrivent à Strasbourg, où ils font une entrée remarquée. Dans un premier temps, Langermann s'installe à Paris.

### Officier de l'armée belge (1832-1861)
En 1832, il rejoint l'armée belge, toute récente, puisque la Belgique est devenue indépendante des Pays-Bas en 1831. 
Le 11 mai 1842, il obtient la nationalité belge par naturalisation, accordée par le roi Léopold.
Domicilié à Bruxelles, il meurt à Paris, rue Royale Saint-Antoine (4e arrondissement), à l'occasion d'un voyage.
Il meurt sans postérité.

## Sources
- (pl) Cet article est partiellement ou en totalité issu de l’article de Wikipédia en polonais intitulé « Daniel Gottfried Georg Langermann » (voir la liste des auteurs).